# Air (skladba)
Air (česky někdy též árie) je jednoduchá vokální nebo instrumentální skladba, která mívá dvojdílnou písňovou formu.
Název air pochází z francouzštiny a má význam píseň, melodie. V období renesance se jednalo o někdy i vícehlasou píseň doprovázenou loutnou. V baroku se tímto pojmem obvykle označuje netaneční část, která je součástí taneční suity.

## Renesanční air
Air, v podobě zpěvu doprovázeného loutnou, se objevil na dvoře královny Alžběty I. na sklonku 16. století a zůstal populární až do dvacátých let 17. století. Pravděpodobně se vyvinul z podobných italských a francouzských forem. Velmi populárními skladateli tohoto žánru byli John Dowland (zpěvník First Booke of Songs or Ayres z roku 1597) a Thomas Campion (Books of Airs, poprvé vyšlo tiskem 1601).

## Barokní air
Barokní skladatelé názvem air (případně aria) označovali melodické instrumentální skladby. Často se jedná o část taneční suity, kde se skladatel nemusí držet formy typické například pro jednotlivé tance. Proto tyto skladby mívají velmi různorodý charakter a tempo.
Jedním z nejznámějších příkladů je druhá věta Bachovy Suity pro orchestr v D dur (BWV 1068), kterou v 19. století upravil německý houslista August Wilhelmj pro housle a klavír. Díky transpozici melodie je možné zahrát tuto skladbu na housle na jediné, nejnižší struně G, a proto vešla ve známost jako Air/Árie na struně G.
Air je také součástí Bachových suit pro cembalo, například 2. a 4. Francouzské suity nebo 4. a 6. partity. Může být použit i jako základní melodie pro variace, jako je tomu v Goldbergových variacích, nebo v poslední větě Händelovy suity v E dur (HWV 430).